# The Wild Ones
The Wild Ones – amerykański zespół rockowy założony w 1964 roku w Nowym Jorku. Początkowo grupa była prowadzona przez piosenkarza Jordana Christophera. Formacja jest najbardziej znana z nagrania pierwszej wydanej wersji piosenki autorstwa Chipa Taylora, „Wild Thing”, która rok później była przebojem w wykonaniu brytyjskiej grupy The Troggs.
Zespół The Wild Ones został założony w 1964 roku na nowojorskim Manhattanie. W 1966 roku grupę opuścił wokalista Jordan Christoper.

## Oryginalny skład
- Jordan Christopher – wokal prowadzący
- Chuck Alden – gitara, wokal wspierający
- Jimmy Zack – pianino elektroniczne, wokal wspierający (niedługo później zastąpiony przez Toma Gravesa – organy, wokal wspierający)
- Eddie Wright – gitara basowa, wokal wspierający
- Tommy Trick (właśc. Thomas Tricarico) – perkusja